# 贡楚克扎布 (车臣汗部)
贡楚克扎布（？—1781年），博尔济吉特氏，喀尔喀蒙古车臣汗部人。硕垒第三子拉布哩后裔，色棱达什之孙，固噜扎布长子。清朝蒙古王公。
乾隆二年（1737年），贡楚克扎布承袭车臣汗部右翼前旗札萨克一等台吉。乾隆八年（1743年），以兵五百赴库伦（今蒙古国乌兰巴托），护视哲布尊丹巴呼图克图。乾隆十八年（1753年），押解马匹至库克讷塔尔纳饲牧。乾隆十九年（1754年），受命守塔密尔军仓。乾隆二十一年（1756年），由翁吉达什和硕押解内札萨克马匹交到乌里雅苏台城（今蒙古国扎布哈朗特）。乾隆二十六年（1761年），督牧骆驼。再次到恰克图（今蒙古国阿拉坦布拉格），帮助土谢图汗部亲王桑斋多尔济购马。